# محمد بشیر ابراهیمی
{{جعبه زندگینامه
| اندازه جعبه       =
| عنوان             =
| نام               = محمد بشیر ابراهیمی
| تصویر             =Mohamed Bachir El Ibrahimi.jpg
| اندازه تصویر      =
| عنوان تصویر       = 
| زادروز            = ۱۴ ژوئن ۱۸۸۹م / ۱۳ شوال ۱۳۰۶ق
| زادگاه            = رأس الوادی، استان برج بوعریریج
| تاریخ مرگ         = ۱۹ مه ۱۹۶۵م / ۱۹ محرم ۱۳۸۵ق
| مکان مرگ          = سطیف
| محل زندگی         =
| تحصیلات            = فقه، زبان‌شناسی، ادبیات
| پیشه              = فقیه، زبان‌شناس، ادیب، روزنامه‌نگار، تاریخ‌دان، نویسنده
| ملیت =  الجزایرِ فرانسه، سپس  الجزایر مستقل
| شناخته‌شده برای    = اصلاح‌طلبی، خرافات‌ستیزی
| نقش‌های برجسته     = بشیر ایبراهسمس

## زندگی
محمد بشیر ابراهیمی در ۱۴ ژوئن ۱۸۸۹م / ۱۳ شوال ۱۳۰۶ق در «قصر الطیر» در قیبلهٔ مشهور به «اولاد ابراهیم» در نزدیکی شهرستان سطیف زاده شد.  نسبش «محمد بن بشیر بن عمر» به ادریس بن عبدالله، بنیانگذار دولت ادریسیان می‌رسد. نخستین آموزش‌ها را نزد پدر و عمویش انجام داد. سپس به زاویهٔ ابن شریف رفت. در ۱۹۱۱ به مدینه مهاجرت کرد تا آموزش‌های عالی دینی و ادبی را ادامه دهد. در ۱۹۱۷ به دمشق منتقل شد و استاد ادبیات عربی در مدرسهٔ سلطانیه منصوب گشت.

ابراهیمی از رهبران و پشتیبانان فکری که پیرامون امیر فیصل بن حسین گردآمدند و با او بیعت کردند، به شمار می‌رود؛ بیعتی که به عنوان رهبر انقلاب بزرگ عربی پس از اعدام جمال پاشا در ۱۹۱۶ در دمشق و بیروت برپا شد.  او در بنیان‌گذاری مجمع علمی عربی در سال ۱۹۲۱ مشارکت داشت.  در همان سال به الجزایر بازگشت و به خدمت اصلاح‌طلب الجزایری ابن بادیس و نهضت او درآمد. هنگامی که جمعیت علمای الجزایری در سال ۱۹۳۱ تأسیس شد، ابراهیمی از چهره‌های برجستهٔ بنیان‌گذار آن بود و به نایب ریاست عبدالحمید بن بادیس برگزیده شد.  در مطلع جنگ جهانی دوم، فرانسوی‌ها او را به «آفلو»، جنوب الجزایر، تبعید نمودند. در همان سال (۱۹۴۰) ابن بادیس درگذشت و ابراهیمی در پی او به ریاست جمعیت علما برگزیده شد، حال آنکه در تبعید بود. گزارش‌هایی از زندانی شدن و شکنجهٔ او در سال ۱۹۴۵ بیان شده است. 

ابراهیمی پس از این دوره از زندگی‌اش، به تأسیس مدارس پرداخت که مهم‌ترین آن دانشسرای متوسطهٔ ابن بادیس در شهر قسنطینه بود. او همچنین مدیرمسئول روزنامهٔ البصائر شد. روزنامه‌ای که در سراسر جهان عرب به عنوان دفاع‌کننده از اسلام و بازسازی هویت عربی شهرت یافت.

ابراهیمی در ۱۹۵۲ به شرق جهان عرب سفر کرد و در بیشتر کشورهای آن منطقه حضور یافت و ساکن قاهره شد. هنگامی که انقلاب آزادی‌خواهی الجزایر در ۱۹۵۴ آغاز شد، از سوی رهبران آن به مأموریت‌ها نزد دولت‌های عربی و اسلامی فرستاده می‌شد. او در این زمینه بسیار تلاش کرد و بر انقلاب الجزایر در سال ۱۹۶۲ تأثیر گذاشت. 

ابراهیمی پس از انقلاب، به الجزایر بازگشت، اما بیماری‌اش او را از فعالیت اجتماعی بازداشت. تا اینکه در ۱۹ مه ۱۹۶۵م / ۱۹ محرم ۱۳۸۵ق درگذشت.

## آثار
- عیون البصائر
- الإطراد و الشذوذ فی اللغه
- أسرار الضمائر
- التمسة بالمصدر
- کاهنة أوراس
- فصیح العربیة من العامیة الجزائریه
- أرجوزه در ۳۶ هزار بیت که فرهنگ مردمی الجزایری و رسوم آنان را به نظم درآورد. این اثر، او را به عنوان عالِمی خرافات‌ستیز و بهکردخواه مشهور کرد.
- مقالات او: که بسیار است و همگی چاپ شده است.